# Geretsried

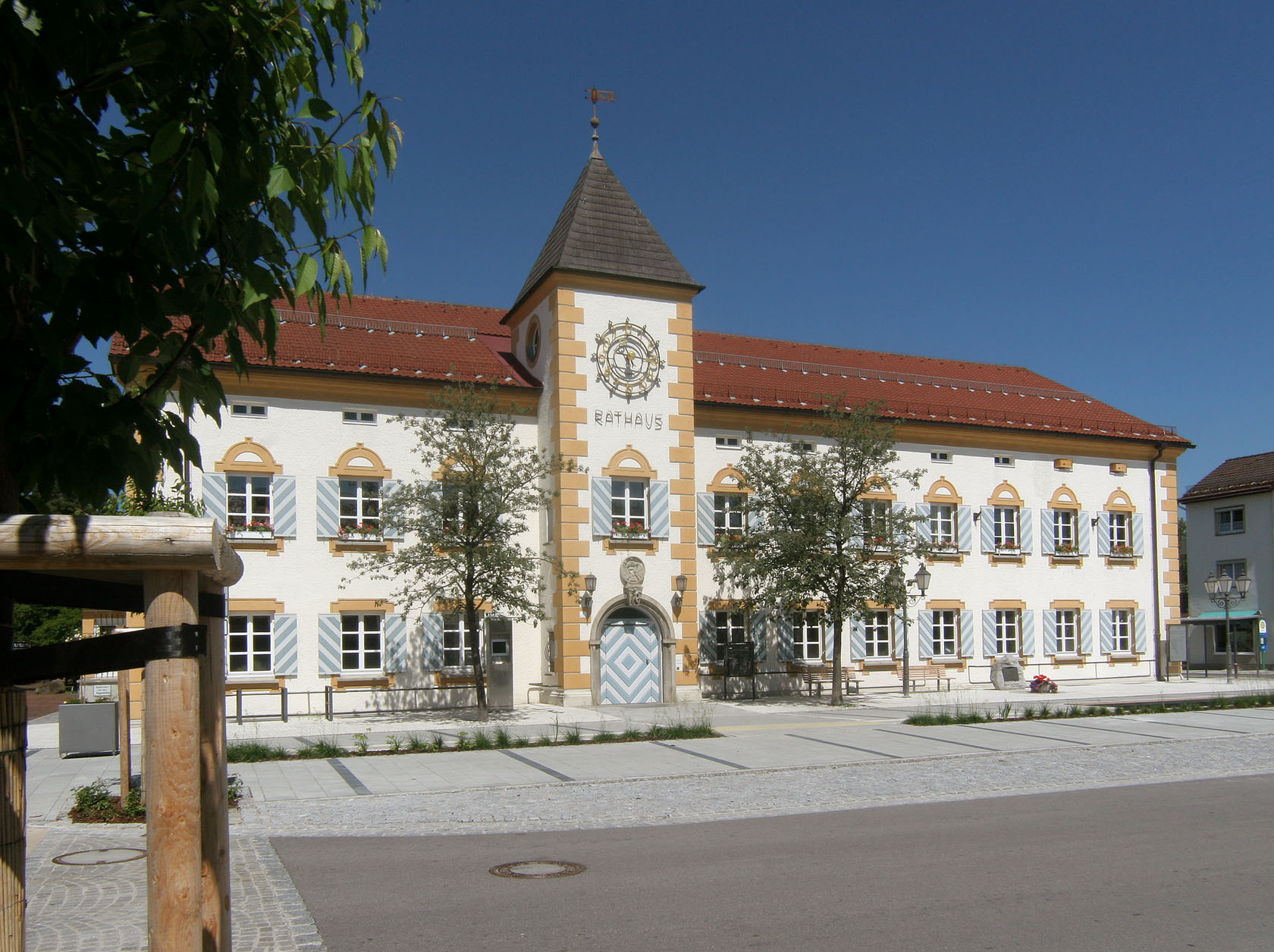
Geretsried
(Primăria)

Geretsried este un oraș din districtul Bad Tölz-Wolfratshausen, regiunea administrativă Bavaria Superioară, landul Bavaria, Germania.